# Base nitrogenada

Apareamiento G≡C con tres puentes de hidrógeno.

Apareamiento A=T con dos puentes de hidrógeno. Los puentes de hidrógeno se muestran como líneas discontinuas.

Las bases nitrogenadas (también llamadas nucleobases, sinónimo cada vez más empleado en las ciencias biológicas) son compuestos orgánicos cíclicos, que incluyen dos o más átomos de nitrógeno. Son parte fundamental de los nucleósidos, nucleótidos, nucleótidos cíclicos (mensajeros intracelulares), dinucleótidos (poder reductor) y ácidos nucleicos.
Biológicamente existen seis bases nitrogenadas relevantes
bases isoaloxazínicas (derivadas de la estructura de la isoaloxazina), bases púricas o purinas (derivadas de la estructura de la purina) y bases pirimidínicas, también llamadas bases pirimídicas o pirimidinas (derivadas de la estructura de la pirimidina). La flavina (F) es isoaloxazínica, la adenina (A)  la guanina (G) son púricas, la citosina (C), la timina (T) y el uracilo (U) son pirimidínicas. Por comodidad, cada una de las bases se representa por la letra indicada. La adenina (A), timina (T), guanina (G) y citosina (C) se encuentran en el ADN, mientras que en el ARN el uracilo (U) toma el lugar de la timina (T). La flavina no forma parte del ADN o del ARN, pero sí de algunos compuestos importantes como el FAD.

## Complementariedad entre purinas y pirimidinas
Las purinas (adenina y guanina) son  aminas heterocíclicas, que se caracterizan porque  en su estructura hay un doble anillo, ambas se localizan en los ácidos nucleicos, ARN y ADN.
Las pirimidinas (timina, uracilo, citosina) son aminas heterocíclicas que, a diferencia de las purinas, cuentan únicamente con un anillo en su estructura.
Por la forma en que se enlazan, las purinas y pirimidinas son complementarias entre sí, es decir, forman parejas de igual manera que lo harían una llave y su cerradura; son los denominados apareamientos de Watson y Crick. La adenina y la timina son complementarias (A=T), unidas a través de dos puentes de hidrógeno, mientras que la guanina y la citosina (G≡C) se unen mediante tres puentes de hidrógeno. Dado que el ARN no contiene  timina, la complementariedad se establece entre adenina y uracilo (A=U) mediante dos puentes de hidrógeno. La complementariedad de las bases es la clave de la estructura del ADN y tiene importantes implicaciones, pues permite procesos como la replicación del ADN, la transcripción (generación de ARN a partir de ADN) y la traducción del ARN en proteínas.

## Estructura
- El "esqueleto" de las flavinas es la isoaloxazina, por lo que son bases isoaloxazínicas.
- El "esqueleto" de adenina, hipoxantina, xantina, etc. Es la purina, por lo que toman el nombre de bases púricas.
- El "esqueleto" de citosina, uracilo y timina es la pirimidina; son bases pirimídicas.

### Isoaloxazinas
Flavina

| Base nitrogenada | Nucleósido |
| Riboflavina F    | Flavina /  |

### Purinas
| Base nitrogenada | Nucleósido  |
| ---------------- | ----------- |
| Adenina          | Adenosina A |
| Guanina          | Guanosina G |

### Pirimidinas
| Base nitrogenada | Nucleósido |
| ---------------- | ---------- |
| Timina           | Timidina T |
| Citosina         | Citidina C |
| Uracilo          | Uridina U  |